# Carl Brown
Carl Brown (Kingston, 30 de octubre de 1950) es un entrenador y exfutbolista jamaiquino.

## Carrera de jugador
Brown se desempeñó en la posición de defensa en el Boys' Town FC de Kingston, club donde desarrolló toda su carrera profesional. 

### Selección nacional
Ejerció de capitán de la selección de fútbol de Jamaica en las décadas de 1970 y 1980, jugando en más de 60 oportunidades. Disputó las eliminatorias al Mundial de 1978.

## Carrera de entrenador
Comenzó dirigiendo al club que sirvió como jugador, el Boys' Town FC. Sin embargo prácticamente toda su carrera estuvo vinculada a la selección de Jamaica que condujo en un primer tiempo entre 1983 a 1986. Volvió a tomar las riendas del equipo nacional en 1990 abriendo un ciclo exitoso que le llevó a ganar la Copa del Caribe de 1991. También alcanzó el subcampeonato en las ediciones de 1992 y 1993 y el tercer lugar en la Copa de Oro de la Concacaf 1993. Al año siguiente, Brown se convirtió en el asistente de Renê Simões cuando los Reggae Boyz accedieron a su única Copa Mundial de la FIFA, la de 1998.
Cuando la estrella jamaiquina Ricardo Gardner (a quien luego se unió Jermaine Johnson) fichó por el Bolton Wanderers de Inglaterra en 1998, el entonces entrenador, Sam Allardyce, llevó a Brown como ayudante al Reebok Stadium por un año. Regresó a Jamaica donde volvió a ejercer de seleccionador entre 2001 y 2004 para convertirse una vez más en asistente técnico, esta vez de Sebastião Lazaroni. Después de un último interinato a la cabeza de los Reggae Boyz, Brown fue nombrado en 2008 director técnico de Islas Caimán a la que llevó a la segunda ronda de clasificación para el Mundial de 2014, aunque quedó última sin sumar ningún punto. En 2012 regresó a su club de origen, el Boys' Town FC.